# Wydział Prawa i Administracji Uniwersytetu im. Adama Mickiewicza w Poznaniu
Wydział Prawa i Administracji Uniwersytetu im. Adama Mickiewicza w Poznaniu (WPiA UAM) – jeden z 21 wydziałów Uniwersytetu im. Adama Mickiewicza w Poznaniu.

## Siedziba
Siedziba wydziału mieściła się w Collegium Iuridicum przy ul. św. Marcin 90 w Poznaniu. Jest to dawny Bank Spółek Raiffeisena z 1903 roku, zaprojektowany przez berlińską firmę Hartmann & Schlenzig. Pozostałością tych czasów są istniejące nadal płaskorzeźby nad głównym wejściem od ul. Święty Marcin, przedstawiające motywy wiejskie: kury, kaczki, snopy siana i duży ul słomiany – Reiffeisen wywodzi się z dawnych spółdzielczych kas rolniczych.

## Kierunki studiów
- prawo
- kierunek prawno-ekonomiczny
- administracja
- prawo europejskie
- zarządzanie i prawo w biznesie
- polsko-niemieckie studia prawnicze
- European Legal Studies[1]

Studia podyplomowe:
- administracja
- art and cultural heritage law
- ESG compliance w przedsiębiorstwie
- język i komunikacja w praktyce prawniczej
- mediacja
- prawo pracy
- prawo rynku nieruchomości
- restrukturyzacja i upadłość
- Studium prawa niemieckiego (Studium des Deutschen Rechts)[2]

W roku akademickim 2010/2011 na wydziale kształciło się 6013 studentów, co daje mu drugie miejsce wśród wydziałów uczelni.

## Władze Wydziału
W kadencji 2024–2028:
| Stanowisko                                   | Imię i nazwisko                        |
| -------------------------------------------- | -------------------------------------- |
| Dziekan                                      | prof. dr hab. Tomasz Nieborak          |
| Prodziekan ds. jakości kształcenia i rozwoju | dr hab. Katarzyna Celińska-Grzegorczyk |
| Prodziekan ds. studenckich i doktoranckich   | prof. dr hab. Joanna Haberko           |
| Prodziekan ds. badań i internacjonalizacji   | dr Martyna Kusak                       |

## Poczet dziekanów
- Antoni Peretiatkowicz (1919–1920)
- Stanisław Wincenty Kasznica (1920–1921)
- Zygmunt Lissowski (1921–1922)
- Jan Rutkowski (1922–1923)
- Edward Taylor (1923–1924)
- Alfred Ohanowicz (1924–1925)
- Marcin Nadobnik (1925–1926)
- Józef Sułkowski (1926–1927)
- Józef Jan Bossowski (1927–1929)
- Stefan Zalewski (1929–1931)
- Zygmunt Lissowski (1931–1933)
- Stanisław Wincenty Kasznica (1933–1936)
- Bohdan Winiarski (1936–1939)
- Zygmunt Wojciechowski (1939–1940 oraz 1945)
- Zygmunt Lissowski (1945–1947)
- Marian Zimmermann (1947–1948)
- Alfred Ohanowicz (1948–1950)
- Marian Zimmermann (1950–1952)
- Alfons Klafkowski (1952–1955)
- Tadeusz Cyprian (1955–1956)
- Kazimierz Kolańczyk (1956–1959)
- Józef Matuszewski (1959–1961)
- Jan Wąsicki (1961–1962)
- Jan Haber (1962–1964)
- Adam Łopatka (1964–1966)
- Zbigniew Radwański (1966–1972)
- Wiktor Pawlak (1972–1975)
- Henryk Olszewski (1975–1978)
- Wojciech Łączkowski (1978–1981)
- Stanisław Sołtysiński (1981–1984)
- Stanisław Stachowiak (1984–1990)
- Władysław Rozwadowski (1990–1993)
- Ewa Borkowska-Bagieńska (1993–1996)
- Andrzej Zieliński (1996–2002)
- Andrzej Jan Szwarc (2004–2008)
- Tomasz Sokołowski (2008–2012)
- Roman Budzinowski (2012–2020)
- Tomasz Nieborak (od 2020)

## Struktura organizacyjna

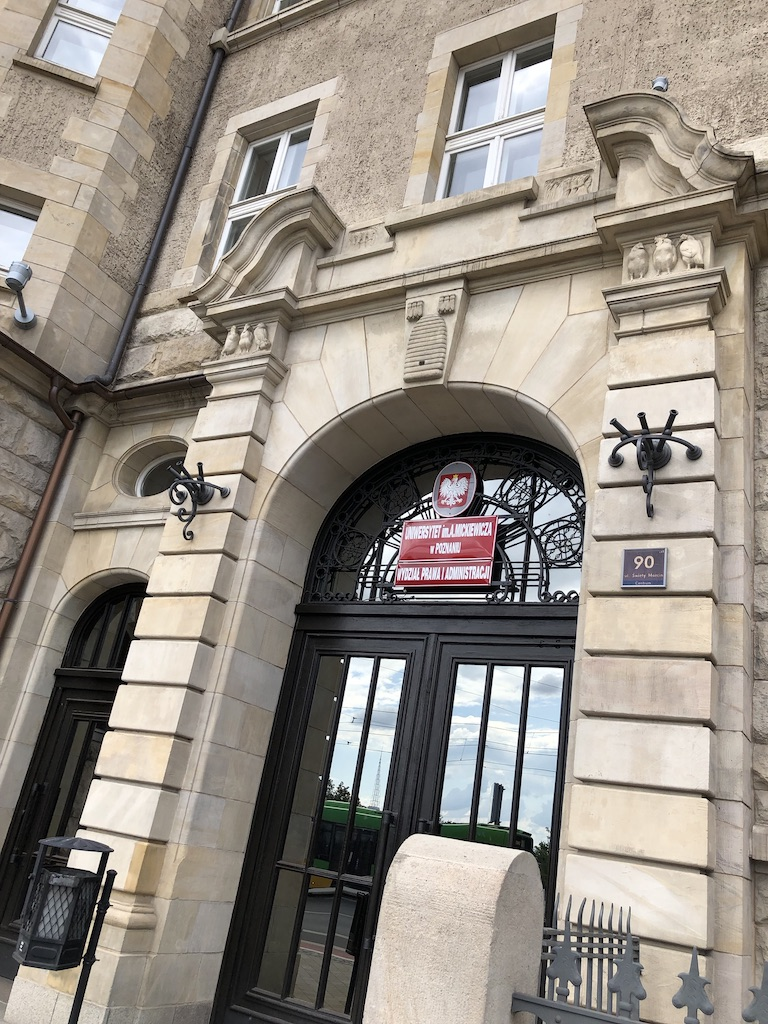
Wejście do Collegium Iuridicum w Poznaniu

### Zakład Nauk Ekonomicznych
Samodzielni pracownicy naukowi:
- dr hab. Ryszard Kamiński – kierownik Zakładu
- dr hab. Adam Baszyński
- dr hab. Michał Flieger
- dr hab. Maria Majewska
- dr hab. Mieczysław Sprengel

### Katedra Prawa Cywilnego, Handlowego i Ubezpieczeniowego
Samodzielni pracownicy naukowi:
- prof. dr hab. Adam Olejniczak
- prof. dr hab. Maciej Gutowski  – kierownik Katedry
- prof. dr hab. Joanna Haberko
- prof. dr hab. Jacek Napierała
- prof. dr hab. Tomasz Sójka
- prof. dr hab. Tomasz Sokołowski
- dr hab. Jarosław Grykiel
- dr hab. Andrzej Janiak
- dr hab. Jakub Kępiński
- dr hab. Marcin Lemkowski
- dr hab. Maciej Mataczyński
- dr hab. Leopold Moskwa
- dr hab. Krzysztof Mularski
- dr hab. Marcin Orlicki
- dr hab. Jakub Pokrzywniak
- dr hab. Agnieszka Pyrzyńska
- dr hab. Rafał Szczepaniak

### Zakład Badań nad Ustrojem Państwa i Myślą Polityczno-Prawną
Samodzielni pracownicy naukowi:
- dr hab. Marek Krzymkowski – kierownik Zakładu
- dr hab. Piotr Pilarczyk
- dr hab. Maksymilian Stanulewicz
- dr hab. Jerzy Ochmański
- prof. dr hab. Maria Zmierczak
- dr hab. Przemysław Krzywoszyński
- dr hab. Michał Urbańczyk

### Zakład Postępowania Administracyjnego i Sądowoadministracyjnego
Samodzielni pracownicy naukowi:
- prof. dr hab. Andrzej Skoczylas – kierownik Zakładu
- prof. dr hab. Wojciech Piątek
- dr hab. Katarzyna Celińska-Grzegorczyk
- dr hab. Wojciech Sawczyn

### Zakład Postępowania Cywilnego
Samodzielni pracownicy naukowi:
- prof. dr hab. Paweł Grzegorczyk – kierownik Zakładu
- prof. dr hab. Krzysztof Knoppek
- dr hab. Włodzimierz Głodowski
- dr hab. Andrzej Jarocha
- dr hab. Joanna Mucha
- dr hab. Marcin Walasik

### Zakład Postępowania Karnego
Samodzielni pracownicy naukowi:
- prof. dr hab. Paweł Wiliński – kierownik Zakładu
- dr hab. Anna Gerecka-Żołyńska
- dr hab. Barbara Janusz-Pohl

### Zakład Prawa Administracyjnego i Nauki o Administracji
Samodzielni pracownicy naukowi:
- dr hab. Bartosz Kołaczkowski
- dr hab. Maciej Kruś - kierownik Zakładu
- dr hab. Sławomir Pawłowski
- dr hab. Lucyna Staniszewska

### Zakład Prawa Europejskiego
Samodzielni pracownicy naukowi:
- dr hab. Katarzyna Klafkowska-Waśniowska – kierownik Zakładu
- dr hab. Rafał Sikorski
- dr hab. Marcin Sokołowski

### Zakład Prawa Finansowego
Samodzielni pracownicy naukowi:
- prof. dr hab. Magdalena Fedorowicz – kierownik Zakładu
- prof. dr hab. Dominik Mączyński
- prof. dr hab. Andrzej Gomułowicz
- prof. dr hab. Tomasz Nieborak

### Zakład Prawa Karnego
Samodzielni pracownicy naukowi:
- dr hab. Joanna Długosz-Jóźwiak – kierownik Zakładu
- prof. dr hab. Robert Zawłocki
- dr hab. Elżbieta Hryniewicz-Lach
- dr hab. Justyn Piskorski
- dr hab. Iwona Sepioło-Jankowska

### Zakład Prawa Konstytucyjnego
Samodzielni pracownicy naukowi:
- dr hab. Witold Płowiec – kierownik Zakładu
- dr hab. Hanna Suchocka
- dr hab. Julia Wojnowska-Radzińska

### Zakład Prawa Międzynarodowego i Organizacji Międzynarodowych
Samodzielni pracownicy naukowi:
- dr hab. Boubacar Sidi Diallo – kierownik Zakładu
- prof. dr hab. Tadeusz Gadkowski

### Zakład Prawa Pracy i Prawa Socjalnego
Samodzielni pracownicy naukowi:
- prof. dr hab. Krzysztof Ślebzak – kierownik Zakładu
- prof. dr hab. Daniel Lach
- prof. dr hab. Anna Musiała
- dr hab. Michał Skąpski

### Zakład Prawa Rolnego, Żywnościowego i Ochrony Środowiska
Samodzielni pracownicy naukowi:
- prof. dr hab. Roman Budzinowski – kierownik Zakładu
- dr hab. Katarzyna Leśkiewicz
- dr hab. Aneta Suchoń

### Zakład Prawa Rzymskiego, Tradycji Prawnych i Prawa Dziedzictwa Kulturowego
Samodzielni pracownicy naukowi:
- prof. dr hab. Wojciech Dajczak – kierownik Zakładu
- dr hab. Andrzej Gulczyński
- dr hab. Wojciech Szafrański

### Zakład Publicznego Prawa Gospodarczego
Samodzielni pracownicy naukowi:
- prof. dr hab. Eryk Kosiński – kierownik Zakładu
- prof. dr hab. Bożena Popowska
- dr hab. Katarzyna Kokocińska

### Zakład Teorii i Filozofii Prawa
Samodzielni pracownicy naukowi:
- prof. dr hab. Marek Smolak – kierownik Zakładu
- dr hab. Marzena Kordela

### Laboratorium Kryminalistyki
Samodzielni pracownicy naukowi:
- dr hab. Szymon Matuszewski – kierownik Laboratorium

## Doktorzy honoris causa
Z wniosku Wydziału doktorat honoris causa UAM otrzymało 17 osób:

- Oswald Balzer – promocja 12 czerwca 1926
- Władysław Abraham – promocja listopad 1931
- Ambroise Jobert – promocja 17 września 1960
- Alfred Ohanowicz – promocja 11 marca 1965
- Stefan Rozmaryn – promocja 11 października 1965
- Czesław Znamierowski – promocja 18 kwietnia 1966
- Witold Trąmpczyński – promocja 19 grudnia 1966
- Maurice Bouvier-Ajam – promocja 8 maja 1969
- Aleksander Charitonowicz Machnienko – promocja 10 maja 1971
- Borislav Blagojevič – promocja 8 maja 1972
- Friedrich Karl Beier – promocja 9 maja 1989
- Hans Joachim Hirsch – promocja 22 października 1990
- Jan Nowak-Jeziorański – promocja 6 maja 1991
- Mary Robinson – promocja 24 czerwca 1994
- Dominik Lasok – promocja 23 czerwca 1997
- Manfred A. Dauses – promocja 24 stycznia 2003
- kard. Zenon Grocholewski – promocja 7 maja 2004